# Нетривалі провінції Османської імперії
Нетривалі провінції Османської імперії — бейлербейства, еялети та вілаєти, що існували короткий час. Припинили своє існування внаслідок реформування, зменшення підвладної османським султанам території. Ці провінції існували від 2-3 до 20 років, після чого втрачалися або були приєднані до інших провінцій імперії. Загалом було 5 таких бейлербейлики, 10 — еялетів та 7 — вілаєтів.

## Бейлербейлики
- Ногаї, 1548—1555, 1578—1590 роки
- Сухум, 1578—1580 роки
- Тіфліс, 1578—1583 роки
- Кахетія, 1578—1601 роки
- Дагестан, 1578—1606 роки

## Еялети
- Ширван, 1578—1605 роки
- Єреван, 1583—1604 роки
- Тебриз, 1585–1603 роки
- Горі, 1586—1605 роки
- Гянджа, 1588—1606 роки
- Нахічевань, 1591—1603 роки
- Сігетвар, 1596—1600 роки
- Тіфліс, 1724—1734 роки
- Сарухан, 1845—1847 роки
- Курдистан, 1847—1867 роки

## Вілаєти
- Призрен, 1869—1877 роки
- Карс, 1875—1878 роки
- Герцеговина, 1875—1877 роки
- Екватор, 1876—1888 роки
- Дерсім, 1875—1886 роки
- Хаккярі, 1876—1888 роки
- Каресі, 1881—1888 роки